# Pepijn van der Vinne
Pepijn van der Vinne (Assen, 20 augustus 1990) is een Nederlands langebaanschaatser die gespecialiseerd is op de middenafstanden. Zijn debuut bij de senioren kwam op het NK afstanden 2011 in Thialf. Hij schaatste daar op de 1500m naar een 23 plaats. Van der Vinne schaatste voor het gewest Drenthe en is lid van Trainingsgroep de Scheuvelloper. Hij studeert bouwkunde aan de Hanze Hogeschool. In 2012 maakte hij voor een jaartje de overstap naar Team Corendon.

## Persoonlijke records
| Afstand    | Tijd    | Datum            | Baan       |
| ---------- | ------- | ---------------- | ---------- |
| 500 meter  | 37,22   | 12 oktober 2012  | Inzell     |
| 1000 meter | 1.12,05 | 11 november 2012 | Heerenveen |
| 1500 meter | 1.50,88 | 13 oktober 2012  | Inzell     |
| 3000 meter | 3.56,98 | 27 februari 2010 | Enschede   |
| 5000 meter | 6.55,07 | 28 februari 2010 | Enschede   |

## Resultaten
| jaar | NK Afstanden        | NK Allround             | NK Sprint                |
| ---- | ------------------- | ----------------------- | ------------------------ |
| 2011 | 23e 1500m           |                         |                          |
| 2012 |                     | NC20 (13e, 23e, 18e, -) |                          |
| 2013 | 21e 1000m 22e 1500m |                         | 21e (23e, 21e, 23e, 20e) |